# Pinanga celebica
Pinanga celebica är en enhjärtbladig växtart som beskrevs av Rudolph Herman Scheffer. Pinanga celebica ingår i släktet Pinanga och familjen Arecaceae.
Artens utbredningsområde är Sulawesi. Inga underarter finns listade i Catalogue of Life.